# Marie-Claire Restouxová
Marie-Claire Restoux [Marikler Restu], (* 9. duben 1968 La Rochefoucauld, Francie) je bývalá reprezentantka Francie v judu. Je olympijskou vítězkou z roku 1996.

## Sportovní kariéra

### Úspěchy
- olympijská vítězka
- dvonásobná mistryně světa

### Zajímavosti
- tokui-waza: aši-waza, tani-otoši
- úchop: pravý
- styl: taktický, mentální

Judu se věnovala od 10 let v Montbronu. V reprezentaci se začala prosazovat až v pozdějším věku. K místu reprezentační jedničky jí pomohlo zranění její největší rivalky Laëtitie Tignoly dva týdny před mistrovstvím světa v roce 1995 a svoji účast přetavila v nečekaný zisk titulu mistryně světa. Formu si přenesla i do olympijského roku 1996. Na olympijských hrách v Atlantě předvedla takticky vyzrálý výkon a měla i štěstí na dobrý los. V semifinále si pohlídala silovější Polku Krause na hantei a ve finále po minutě boje kontrovala svoji soupeřku Hjon Suk-hui za juko. Bodový náskok udržela až do konce a získala zlatou olympijskou medaili.
V roce 1997 svůj olympijský trimuf potvrdila ziskem druhého titulu mistryně světa před domácím publikem. Ve výčtu jejich úspěchů jí scházel nakonec titul mistryně Evropy. V roce 2000 již nedokázala odrazit boj o nomiaci s Tignolaovou a obhajobu zlaté olympijské medaile tak musela oželet. Sportovní kariéru ukončila po sezoně 2001. Věnuje se politice zaměřené na tělovýchovu a sport.

### Rivalky
- Laëtitia Tignolaová
- Almudena Muñozová
- Kje Sun-hui
- Isabelle Schmutzová
- Ioana Dineaová

## Výsledky
| Turnaj             | 1994           | 1995           | 1996           | 1997           | 1998           | 1999           | 2000           | 2001           |
| Turnaj             | 26             | 27             | 28             | 29             | 30             | 31             | 32             | 33             |
| Turnaj             | pololehká váha | pololehká váha | pololehká váha | pololehká váha | pololehká váha | pololehká váha | pololehká váha | pololehká váha |
| ------------------ | -------------- | -------------- | -------------- | -------------- | -------------- | -------------- | -------------- | -------------- |
| Olympijské hry     |                |                | 1.             |                |                |                | —              |                |
| Mistrovství světa  |                | 1.             |                | 1.             |                | 3.             |                | úč             |
| Mistrovství Evropy | úč.            | —              | 3.             | 3.             | 3.             | 5.             | —              | —              |

## Podrobnější výsledky

### Olympijské hry
| Rok      | Kategorie      |  | 1/32                               | 1/16                               | čtvrtfinále                        | semifinále                         | finále                             |
| -------- | -------------- |  | ---------------------------------- | ---------------------------------- | ---------------------------------- | ---------------------------------- | ---------------------------------- |
| LOH 1996 | pololehká váha |  | volný los                          | výhra – 0:51/osg Cathy Brainová    | výhra – waz/tno Marisa Pedullaová  | výhra – (yus) Larysa Krauseová     | výhra – yuk/kontr Hjon Suk-hui     |
| LOH 2000 | pololehká váha |  | nestartovala – Laëtitia Tignolaová | nestartovala – Laëtitia Tignolaová | nestartovala – Laëtitia Tignolaová | nestartovala – Laëtitia Tignolaová | nestartovala – Laëtitia Tignolaová |

### Mistrovství světa
| Rok     | Kategorie      |  | 1/64      | 1/32                      | 1/16                       | čtvrtfinále               | semifinále                | opravy                | opravy                 | o bronz                | finále                    |
| ------- | -------------- |  | --------- | ------------------------- | -------------------------- | ------------------------- | ------------------------- | --------------------- | ---------------------- | ---------------------- | ------------------------- |
| MS 1995 | pololehká váha |  | volný los | výhra Isabelle Schmutzová | výhra Viktorija Volotovová | výhra Hjon Suk-hui        | výhra Wang Ťin-jang       | —                     | —                      | —                      | výhra Carolina Marianiová |
| MS 1997 | pololehká váha |  | volný los | výhra Isabelle Schmutzová | výhra Marisa Pedullaová    | výhra Carolina Marianiová | výhra Luce Baillargeonová | —                     | —                      | —                      | výhra Kje Sun-hui         |
| MS 1999 | pololehká váha |  | volný los | výhra Ivana Remická       | výhra Ioana Dineaová       | prohra Liou Jü-siang      | —                         | výhra Alena Karycká   | výhra Deborah Allanová | výhra Salima Suakriová | —                         |
| MS 2001 | pololehká váha |  | x         | výhra Aminata Sallová     | výhra Tetjana Šiková       | prohra Kje Sun-hui        | —                         | prohra Ioana Dineaová | —                      | —                      | —                         |

### Mistrovství Evropy
| Rok     | Kategorie        |  | 1/32                               | 1/16                               | čtvrtfinále                        | semifinále                         | opravy                             | opravy                             | o bronz                            | finále                             |
| ------- | ---------------- |  | ---------------------------------- | ---------------------------------- | ---------------------------------- | ---------------------------------- | ---------------------------------- | ---------------------------------- | ---------------------------------- | ---------------------------------- |
| ME 1994 | pololehká váha   |  | x                                  | výhra Isabelle Schmutzová          | prohra Alessandra Giungiová        | —                                  | prohra Taťjana Gavrilovová         | —                                  | —                                  | —                                  |
| ME 1995 | pololehká váha   |  | nestartovala – Laëtitia Tignolaová | nestartovala – Laëtitia Tignolaová | nestartovala – Laëtitia Tignolaová | nestartovala – Laëtitia Tignolaová | nestartovala – Laëtitia Tignolaová | nestartovala – Laëtitia Tignolaová | nestartovala – Laëtitia Tignolaová | nestartovala – Laëtitia Tignolaová |
| ME 1996 | pololehká váha   |  | výhra Jana Wojtowiczová            | výhra Isabelle Schmutzová          | prohra Almudena Muñozová           | —                                  | výhra Paula Saldanhaová            | výhra Marina Kovriginová           | výhra Larysa Krauseová             | —                                  |
| ME 1997 | polostřední váha |  | x                                  | výhra Ljudmila Chramovová          | výhra Alexa von Schwichowová       | prohra Alena Karycká               | —                                  | —                                  | výhra Tamara Meijerová             | —                                  |
| ME 1998 | pololehká váha   |  | x                                  | prohra Isabelle Schmutzová         | —                                  | —                                  | výhra Halina Tomjaková             | výhra Alena Karycká                | výhra Ioana Dineaová               | —                                  |
| ME 1999 | pololehká váha   |  | volný los                          | výhra Halina Tomjaková             | prohra Deborah Gravenstijnová      | —                                  | výhra Antonia Cuomová              | výhra Miren Leónová                | prohra Raffaella Imbrianiová       | —                                  |
| ME 2000 | pololehká váha   |  | nestartovala – Laëtitia Tignolaová | nestartovala – Laëtitia Tignolaová | nestartovala – Laëtitia Tignolaová | nestartovala – Laëtitia Tignolaová | nestartovala – Laëtitia Tignolaová | nestartovala – Laëtitia Tignolaová | nestartovala – Laëtitia Tignolaová | nestartovala – Laëtitia Tignolaová |
| ME 2001 | pololehká váha   |  | nestartovala – Laëtitia Tignolaová | nestartovala – Laëtitia Tignolaová | nestartovala – Laëtitia Tignolaová | nestartovala – Laëtitia Tignolaová | nestartovala – Laëtitia Tignolaová | nestartovala – Laëtitia Tignolaová | nestartovala – Laëtitia Tignolaová | nestartovala – Laëtitia Tignolaová |